# Cristina Portillo Ayala
Cristina Portillo Ayala (Morelia, Michoacán, 30 de diciembre de 1969) es una política mexicana, integrante del partido Movimiento Regeneración Nacional (Morena). Ha sido en dos ocasiones diputada federal, de 1997 a 2000 y de 2003 a 2006.

## Biografía
Tiene estudios de secretaria ejecutiva y técnicos de Relaciones Públicas en la Academia Técnica de Enseñanza Mercantil de la Cámara de Comercio y Turismo de Morelia, Michoacán; misma en la que también ejerció como docente. Es licenciada en Derecho egresada de la Facultad de Derecho y Ciencias Sociales de la Universidad Michoacana de San Nicolás de Hidalgo.
Miembro fundador del Partido de la Revolución Democrática (PRD) desde 1989. Fue consejera municipal y estatal del partido y delegada efectiva en los II y III Congresos Nacionales del PRD. Entre 1992 y 1997 fue jefa de oficina en las secretarías de Ecología, del Centro Histórico, y de Obras Públicas y Desarrollo Urbano del municipio de Morelia. En las elecciones de 1995 fue candidata del PRD a diputada al Congreso del Estado de Michoacán sin lograr el triunfo; fue integrante de la Coordinadora Nacional de Mujeres en Lucha por la Democracia, de 1995 a 1997 presidenta de la comisión de auditoría del Consejo Estatal y de 1997 a 1999 fue secretaria de relaciones políticas y alianzas del comité estatal del PRD en Michoacán.
En 1997 fue elegida por primera ocasión diputada federal, por el principio de representación proporcional a la LVII Legislatura que concluyó en 2000. En esta legislatura fue secretaria de la comisión de Artesanías; e integrante de las comisiones de Población y Desarrollo; de Equidad y Género; de Asuntos de la Juventud; y de la Unión Parlamentaria de México.
De 2000 a 2002 fue secretaria técnica de la comisión de Marina del Senado de México, y de 2002 a 2003 fue asesora para Conflictos Políticos del gobernador de Michoacán Lázaro Cárdenas Batel y consejera nacional del PRD. En 2003 volvió a ser elegida diputada federal por el mismo principio de elección, en esta ocasión a la LIX Legislatura de dicho año a 2006, en esta ocasión en la Cámara de Diputados fue secretaria de la comisión de Defensa Nacional; e integrante de las comisión de Relaciones Exteriores.
De 2008 a 2011 fue titular de la secretaría de la Mujer en la administración del gobernador Leonel Godoy Rangel, en las elecciones de 2011 fue elegida diputada por representación proporcional a la LXXII Legislatura del Congreso del Estado de Michoacán que ejerció de 2012 a 2015 y en la que fue presidenta de la comisión de Equidad y Género; integrante de la comisión de Justicia y del comité de Comunicación Social y representante del Poder Legislativo de Michoacán ante el Órgano Implementador del Nuevo Sistema de Justicia Penal.
De 2014 a 2017 fue secretaria general del comité estatal del PRD. Al término de dicho cargo renunció a su militancia en ese partido y se unión a Morena, que en las elecciones de 2018 la postula candidata a diputada por el Distrito 11 local y es elegida a la LXXIV Legislatura del Congreso del Estado de 2018 a 2021, y en la que fue presidenta de la comisión de Gobernación; e integrante de las comisiones de Programación, Presupuesto y Cuenta Pública; e Inspectora de la Auditoría Superior de Michoacán.